# Simulium lididae
Simulium lididae es una especie de insecto del género Simulium, familia Simuliidae, orden Diptera.
Fue descrita científicamente por Semushin & Usova, 1983.